# 2014年トーヴァー作戦
トーヴァー作戦（英 Operation Tovar）は、インターネット犯罪の温床となっていたGameover ZeuSのボットネットに対して、2014年に複数の国の法執行機関によって実施された国際共同作戦である。Gameover ZeuSのボットネットは、銀行詐欺やCryptoLockerというマルウェアの配布に使用されてきたと捜査関係者によって信じられている。

## 参加組織
この作戦に参加した機関には、アメリカ合衆国司法省、欧州刑事警察機構、アメリカ連邦捜査局（FBI）とイギリス国家犯罪対策庁（National Crime Agency）、南アフリカ警察が含まれていた。また、セキュリティ企業（Dell SecureWorks、Deloitte Cyber Risk Services、マイクロソフト、Abuse.ch、Afilias、F-Secure、Level 3 Communications、マカフィー、Neustar、Shadowserver、Anubisnetworks、シマンテック
、Heimdal Security、ソフォス、トレンドマイクロ）や学術団体（カーネギーメロン大学、ジョージア工科大学、アムステルダム自由大学、ザールラント大学）も伴っていた。
関与した他の法執行機関には、次の機関がある。オーストラリア連邦警察、オランダの国家警察 国家ハイテク犯罪ユニット、欧州サイバー犯罪センター（EC3）、ドイツの連邦刑事局、フランスの司法警察、イタリアのe delle Comunicazioni、日本の警察庁、ルクセンブルクのPolice Grand Ducale、ニュージーランド警察、王立カナダ騎馬警察、ウクライナ内務省のサイバー犯罪対策部門。

## 経緯
2014年6月2日、アメリカ合衆国司法省は、トーヴァー作戦が一時的にGameover ZeuSとそのC&Cサーバ間の通信を切断することに成功したと発表した。
2014年8月、この終結作戦に参画したセキュリティ会社（Fox-ITとFireEye）は、「Cryptolockerを復号（Decrypt Cryptolocker）」と呼ばれるポータルサイトを作成した。これは、500,000人の犠牲者が自らのファイルのロックを外すための鍵を見つけられるようにするものであった。